# Мыреев, Евгений Васильевич
Мыреев Евгений Васильевич (1966) — российский борец (греко-римская борьба), чемпион России.

## Биография
Уроженец Ленского улуса Якутии. Начал заниматься греко-римской борьбой под руководством тренера Юрия Другина. Первый мастер спорта РФ международного класса по классической борьбе. Многократный чемпион России. Победитель IV международного турнира «На призы Александра Карелина» (1995).
Учился в Новосибирском институте водного транспорта.

## Спортивные достижения
В 1994 году
- место на Чемпионате России в (Новосибирске).

В 1995 году
- место на Чемпионате России в (Барнауле).